# Fabian Rollins
Fabian Rollins, född 4 januari 1976, är en friidrottare från Barbados. Han deltog vid olympiska sommarspelen 2000.